# Винни-Пух: Кровь и мёд 3
«Ви́нни-Пух: Кровь и мёд 3» (англ. Winnie-the-Pooh: Blood and Honey 3) — будущий британский независимый слэшер режиссёра Скотта Чемберса по сценарию Ричарда Стэнли. Седьмой фильм во франшизе «Вселенная извращённого детства» и вольная киноадаптация книг Алана Милна и Эрнеста Шепарда о Винни-Пухе. В актёрском составе на данный момент числится Льюис Сантер. Выход намечен на 2026 год.

## В ролях
- Льюис Сантер — Тигра[1]

## Создание
14 марта 2024 года, в интервью для MovieWeb, исполнитель роли Тигры в картине «Винни-Пух: Кровь и мёд 2» Льюис Сантер сообщил, что триквел находится в разработке; актёр добавил, что вернётся к своей роли.
28 марта 2024 года фильм «Винни-Пух: Кровь и мёд 3» анонсировали Скотт Чемберс и Рис Фрейк-Уотерфилд. Создатели отметили, что бюджет будет значительно выше, чем у двух предыдущих картин. От них же стало известно, что в третьей части будут показаны Кролик, Слонопотам, Бука и Бяка, которые, как и сам Винни-Пух во «Вселенной извращённого детства», превратились в маньяков и садистов.
12 августа 2025 года стало известно, что сценарий для фильма написал Ричард Стэнли, а в качестве режиссёра вместо Фрейк-Уотерфилда, который снимал первые две части, выступил Чемберс.
Съёмки запланированы на начало 2026 года.

## Релиз
Премьера фильма «Винни-Пух: Кровь и мёд 3» состоится в 2026 году.